# 毛柄柳
毛柄柳（学名：Salix lasiopes）为杨柳科柳属的植物。分布在中国大陆的西藏等地，生长于海拔3,000米的地区，一般生长在山坡上，目前尚未由人工引种栽培。